# Capitoli de L'attacco dei giganti

Copertina del primo volume italiano

Questa è una lista dei capitoli de L'attacco dei giganti, manga di Hajime Isayama. L'opera è edita da Kōdansha nella collana mensile Bessatsu Shōnen Magazine a partire dall'edizione del settembre 2009. I singoli capitoli, realizzati mensilmente, sono raccolti e pubblicati in formato tankōbon con periodicità quadrimestrale, a partire dal primo volume, uscito il 17 marzo 2010. In Italia il manga è stato pubblicato da Panini Comics, sotto l'etichetta Planet Manga e all'interno della collana Generation Manga. I volumi sono stati editi con cadenza bimestrale, dove il primo è uscito il 22 marzo 2012 mentre l'ultimo il 28 ottobre 2021.
L'opera è ambientata in un mondo dove i superstiti dell'umanità vivono all'interno di città circondate da enormi mura difensive a causa dell'improvvisa comparsa dei giganti, enormi creature umanoidi che divorano gli uomini senza un apparente motivo. La storia ruota attorno al giovane Eren Jaeger, sua sorella adottiva Mikasa Ackermann ed il loro amico Armin Arelet, le cui vite vengono stravolte dall'attacco di un gigante colossale che conduce alla distruzione della loro città e alla morte della madre di Eren.

## Volumi 1-10
| 1  | 17 marzo 2010 | ISBN 978-4-06-384276-0 | 16 marzo 2012     | ISBN 978-88-6589-662-4 |
| 1  | Capitoli - 1. A voi tra duemila anni (二千年後の君へ?, Ni sen nen go no kimi e) - 2. In quel giorno (その日?, Sono hi) - 3. La notte della cerimonia dello scioglimento (解散式の夜?, Kaisanshiki no yoru) - 4. Battesimo del fuoco (初陣?, Uijin) |                        |                   |                        |
| 1  | Trama Con l'avvento dei giganti l'umanità è stata decimata e si è ritirata a vivere nel territorio compreso all'interno di tre imponenti mura concentriche: il Wall Maria, il Wall Rose e il Wall Sina, dove è stata al riparo dai giganti per cento anni. Un giorno, un gigante colossale e uno corazzato creano una breccia nelle mura presso la città di Shiganshina. Il territorio tra il Wall Maria e il Wall Rose viene così invaso dai giganti con la conseguente morte di migliaia di persone. In seguito all'uccisione della madre da parte di un gigante, Eren Jaeger, uno dei superstiti di Shiganshina, giura vendetta e si arruola nell'esercito, insieme a sua sorella adottiva Mikasa Ackermann e al loro amico Armin Arelet. Cinque anni dopo, il trio ha completato l'addestramento all'interno del 104º Corpo di Addestramento Reclute, insieme a Reiner Braun, Berthold Hoover, Annie Leonhart, Jean Kirschtein, Marco Bodt, Connie Springer, Sasha Blouse, Christa Lens e Ymir. I cadetti vengono assegnati a difesa della città di Trost, quando riappare il Gigante Colossale che crea un'apertura nelle mura per l'invasione di altri giganti. Nel salvare Armin, Eren viene ingoiato da un gigante. |                        |                   |                        |
| 2  | 16 luglio 2010 | ISBN 978-4-06-384338-5 | 17 maggio 2012    | ISBN 978-88-6589-782-9 |
| 2  | Capitoli - 5. Al culmine della disperazione c'è un barlume di speranza (絶望の中で鈍く光る?, Zetsubō no naka de nibuku hikaru) - 6. Il mondo dagli occhi di una bambina (少女が見た世界?, Shōjo ga mita sekai) - 7. Una piccola lama (小さな刃?, Chiisa na yaiba) - 8. Urla (咆哮?, Hōkō) - 9. Riesco a sentire il battito del suo cuore (心臓の鼓動が聞こえる?, Shinzō no kodō ga kikoeru) |                        |                   |                        |
| 2  | Trama Mentre i soldati cercano di far evacuare la città, Mikasa rammenta il suo passato, quando i suoi genitori vennero uccisi ma lei fu salvata da Eren. Intanto, i soldati stanno per perdere la speranza ma appare un misterioso gigante che inizia ad attaccare e uccidere i propri simili. Sfruttando questa distrazione per raggrupparsi e rifornirsi, i soldati osservano il gigante crollare per la stanchezza e sono sorpresi nel vedere Eren emergere incolume dal suo corpo. |                        |                   |                        |
| 3  | 9 dicembre 2010 | ISBN 978-4-06-384410-8 | 13 luglio 2012    | ISBN 978-88-912-5245-6 |
| 3  | Capitoli - Speciale. Il caporale maggiore Rivaille (リヴァイ兵士長?, Rivai heishichō) - 10. Il braccio sinistro (左腕の行方?, Hidariude no yukue) - 11. La risposta (応える?, Kotaeru) - 12. Il simbolo (偶像?, Gūzō) - 13. La ferita (傷?, Kizu) |                        |                   |                        |
| 3  | Trama Dopo la caduta del Wall Maria cinque anni prima, il dottor Grisha Jaeger iniettò nel proprio figlio Eren il potere dei giganti e gli lasciò la chiave per raggiungere il luogo in cui aveva nascosto la verità sui giganti. Appreso che Eren è in grado di trasformarsi in gigante, l'esercito decide di eliminarlo in quanto traditore dell'umanità. L'arrivo del comandante Dot Pixis gli salva però la vita e l'ufficiale lo esorta a utilizzare i suoi poteri da gigante per riconquistare la città. Eren allora si trasforma per poter sigillare la breccia nelle mura con un enorme masso. Tuttavia, durante l'operazione, perde il controllo e attacca Mikasa. Armin li raggiunge e cerca di far tornare Eren in sé. |                        |                   |                        |
| 4  | 8 aprile 2011 | ISBN 978-4-06-384469-6 | 14 settembre 2012 | ISBN 978-88-912-5246-3 |
| 4  | Capitoli - 14. Desiderio primordiale (原初的欲求?, Genshoteki yokkyū) - 15. Uno dopo l'altro (個々?, Koko) - 16. Bisogno (必要?, Hitsuyō) - 17. Illusioni di forza (武力幻想?, Buryoku gensō) - 18. Cosa si fa adesso? (今、何をすべきか?, Ima, nani o subeki ka) |                        |                   |                        |
| 4  | Trama Dopo aver ripreso coscienza, Eren porta a termine il compito di sigillare la breccia nelle mura e guida l'esercito a raggiungere la sua prima vittoria contro i giganti. Un flashback di due anni prima mostra l'addestramento di Eren e i suoi compagni come cadetti dell'esercito sotto la guida dell'istruttore Keith Shadis. Dopo la vittoria di Trost, tra i cadaveri dei soldati viene rinvenuto quello di Marco Bodt. Intanto, Eren viene interrogato dal comandante dell'Armata Ricognitiva Elvin Smith e dal caporale maggiore Rivaille Ackermann, dai quali ottiene di entrare a far parte dell'Armata Ricognitiva. |                        |                   |                        |
| 5  | 9 agosto 2011 | ISBN 978-4-06-384513-6 | 16 novembre 2012  | ISBN 978-88-912-5247-0 |
| 5  | Capitoli - Speciale. Il taccuino di Ilse (イルゼの手帳?, Iruze no techō) - 19. Non riesco ancora a guardarti negli occhi (まだ目を見れない?, Mada me o mirenai) - 20. Squadra operazioni speciali (特別作戦班?, Tokubetsu sakusen han) - 21. L'apertura del cancello (開門?, Kaimon) - 22. Formazione per ricognizione su lunghe distanze (長距離索敵陣形?, Chōkyori sakuteki jinkei) |                        |                   |                        |
| 5  | Trama Per decidere il futuro di Eren, viene istituito un tribunale militare presieduto da Dallis Zacklay, comandante supremo dell'esercito. Nonostante le richieste di eliminare questa minaccia avanzate dal Corpo di Gendarmeria e dagli esponenti del Culto delle Mura, Zacklay accoglie la proposta di Elvin per riconquistare il Wall Maria ed affida Eren alla squadra speciale di Rivaille. Anche tutti gli amici di Eren, a eccezione di Annie Leonhart, entrano a far parte dell'Armata Ricognitiva. Elvin organizza una spedizione fuori dalle mura per l'intera Armata. Tuttavia, un gigante dalle fattezze femminili attacca la formazione con un'orda di giganti ed Armin comprende che, come Eren ed i Giganti Colossale e Corazzato, si tratta di un umano coi poteri dei giganti. |                        |                   |                        |
| 6  | 9 dicembre 2011 | ISBN 978-4-06-384591-4 | 18 gennaio 2013   | ISBN 978-88-912-5248-7 |
| 6  | Capitoli - 23. Il gigante femmina (女型の巨人?, Megata no kyojin) - 24. La foresta degli alberi giganti (巨大樹の森?, Kyodaiju no mori) - 25. Morso (噛みつく?, Kamitsuku) - 26. La strada favorevole (好都合な道を?, Kōtsugō na michi o) |                        |                   |                        |
| 6  | Trama Avendo capito che nelle Mura si sono infiltrati umani coi poteri dei giganti, Elvin ha organizzato l'intera spedizione per poterli catturare. Armin, Reiner e Jean affrontano il Gigante Femmina, che corre all'inseguimento di Eren in una foresta. Vedendo molti soldati venir trucidati, Eren vorrebbe fermare il Gigante Femmina, in quanto sotto la guida della caposquadra Hansie Zoe ha imparato come trasformarsi. La Squadra Rivaille lo convince a desistere ed il Gigante Femmina cade nella trappola, venendo immobilizzato, affinché Rivaille possa estricare il nemico che vi è all'interno. |                        |                   |                        |
| 7  | 9 aprile 2012 | ISBN 978-4-06-384652-2 | 15 marzo 2013     | ISBN 978-88-912-5249-4 |
| 7  | Capitoli - 27. Elvin Smith (エルヴィン・スミス?, Eruvin Sumisu) - 28. La scelta e il risultato (選択と結果?, Sentaku to kekka) - 29. Colpo decisivo (鉄槌?, Tettsui) - 30. Gli sconfitti (敗者達?, Haisha tachi) |                        |                   |                        |
| 7  | Trama Il Gigante Femmina si fa divorare da altri giganti che ha richiamato. In questo modo, il nemico fugge e, dopo aver eliminato gli uomini di Rivaille, sconfigge Eren e tenta di rapirlo. L'intervento di Mikasa e Rivaille permette di recuperare Eren ma l'Armata Ricognitiva deve ritirarsi senza poter scoprire chi si cela dietro al nemico. Avendo fallito la missione nonostante le pesantissime perdite, Elvin viene convocato nella capitale e gli viene ordinato di consegnare Eren al Corpo di Gendarmeria. |                        |                   |                        |
| 8  | 9 agosto 2012 | ISBN 978-4-06-384712-3 | 31 maggio 2013    | ISBN 978-88-912-5504-4 |
| 8  | Capitoli - 31. Sorriso (微笑み?, Hohoemi) - 32. Misericordia (慈悲?, Jihi) - 33. Le mura (壁?, Kabe) - 34. Danzano i guerrieri (戦士は踊る?, Senshi wa odoru) |                        |                   |                        |
| 8  | Trama Sospettando che il Gigante Femmina sia Annie Leonhart, Armin ed i vertici dell'Armata Ricognitiva escogitano un piano per farla uscire allo scoperto. Nel distretto di Stohess, Annie si trasforma e tenta ancora una volta di catturare Eren, ma viene sconfitta. Per proteggersi, Annie si rinchiude in un cristallo indistruttibile e viene condotta sottoterra dai soldati. A causa dei danni inflitti al Wall Sina durante la fuga di Annie, si scopre che all'interno delle mura sono sepolti dei giganti colossali vivi. Senza successo, Hansie cerca di interrogare il reverendo Nick, del Culto delle Mura, in quanto a conoscenza di questo segreto. Altrove, mentre il resto delle reclute è confinato in un edificio, per il sospetto che fra loro ci siano altri nemici infiltrati, un'orda di giganti appare. Viene così inviata la notizia che nel Wall Rose è stata aperta una breccia. |                        |                   |                        |
| 9  | 7 dicembre 2012 | ISBN 978-4-06-384776-5 | 12 luglio 2013    | ISBN 978-88-912-5505-1 |
| 9  | Capitoli - 35. Il gigante-bestia (獣の巨人?, Kemono no kyojin) - 36. Sono tornato (ただいま?, Tadaima) - 37. Verso Sud-Ovest (南西へ?, Nansei e) - 38. Il Castello di Utgard (ウトガルド城?, Utogarudo Jō) |                        |                   |                        |
| 9  | Trama L'Armata Ricognitiva si appresta a far evacuare i villaggi vicini. Un gigante bestiale, che è in grado di parlare, fa divorare il caposquadra Mike dagli altri giganti di cui è a capo. Nel suo villaggio natale, Sasha salva una bambina e si ricongiunge con suo padre. Anche Connie raggiunge il proprio villaggio, che però è già stato distrutto dai giganti, tuttavia non c'è traccia di sangue ed un gigante che somiglia a sua madre lo saluta. Studiando un frammento del cristallo di Annie, Hansie ha l'idea di sigillare la breccia usando la forma gigante di Eren, se egli imparerà ad utilizzare questo potere. Il reverendo Nick le rivela che uno dei membri dell'Armata Ricognitiva detiene la chiave del segreto delle mura: Christa Lens. I soldati, nonostante percorrano il perimetro del Wall Rose, non trovano alcuna breccia. Per ripararsi dai giganti, si rifugiano allora nel vicino castello di Utgard, verso cui sono diretti anche Eren e gli altri. |                        |                   |                        |
| 10 | 9 aprile 2013 | ISBN 978-4-06-384839-7 | 14 febbraio 2014  | ISBN 978-88-912-5682-9 |
| 10 | Capitoli - 39. Soldati (兵士?, Heishi) - 40. Ymir (ユミル?, Yumiru) - 41. Historia (ヒストリア?, Hisutoria) - 42. Guerriero (戦士?, Senshi) |                        |                   |                        |
| 10 | Trama Alcuni ufficiali dell'Armata Ricognitiva affrontano i giganti che assediano il castello di Utgard, dentro cui si trovano Reiner, Berthold, Connie, Christa ed Ymir, privi di equipaggiamento. Il gigante-bestia richiama altri giganti e gli ufficiali vengono tutti uccisi. Ymir rivela di essere in grado di trasformarsi in gigante e usa la sua abilità per proteggere le altre reclute. Eren, Mikasa e gli altri giungono appena in tempo ed eliminano i giganti rimanenti. Mentre i soldati si chiedono come siano potuti apparire dei giganti senza distruggere le mura, Christa svela il suo vero nome: Historia Reiss, la figlia illegittima di una nobile famiglia. Inaspettatamente, Reiner e Berthold rivelano di essere rispettivamente il gigante corazzato e quello colossale e tentano di persuadere Eren a unirsi alla loro causa. Sconvolto dal loro tradimento, Eren si infuria e tutti si trasformano in giganti per combattersi l'un l'altro. |                        |                   |                        |

## Volumi 11-20
| 11 | 9 agosto 2013 | ISBN 978-4-06-394901-8 | 2 maggio 2014     | ISBN 978-88-912-5832-8 |
| 11 | Capitoli - 43. Il gigante corazzato (鎧の巨人?, Yoroi no kyojin) - 44. Attacco, proiezione, presa (打・投・極?, Da tō kyoku) - 45. Inseguitore (追う者?, Ou mono) - 46. Apertura (開口?, Kaikō) |                        |                   |                        |
| 11 | Trama Faccia a faccia con i responsabili della caduta di Shiganshina, Eren affronta il Gigante Corazzato, mentre il Gigante Colossale si difende dagli altri soldati. Usando le mosse che ha imparato da Annie, e con l'aiuto di Mikasa, Eren immobilizza Reiner ma il gigante colossale atterra su di lui in un'esplosione. Ymir ed Eren vengono dunque catturati. Cinque ore dopo, Mikasa e gli altri si svegliano dallo shock e sono raggiunti da Elvin e altri rinforzi, che organizzano un inseguimento. Presso la foresta degli alberi giganti, i guerrieri Reiner e Berthold attendono che giunga la notte per poter fare ritorno al loro paese natio. Ymir ed Eren scoprono così che Reiner ha uno sdoppiamento di personalità, per poter sopportare il peso delle proprie azioni. Reiner convince Ymir a non fuggire da loro, in cambio della garanzia di proteggere almeno Christa. |                        |                   |                        |
| 12 | 9 dicembre 2013 | ISBN 978-4-06-394976-6 | 4 luglio 2014     | ISBN 978-88-912-6035-2 |
| 12 | Capitoli - 47. Bambini (子供達?, Kodomo tachi) - 48. Qualcuno (何とか?, Nantoka) - 49. Assalto (突撃?, Totsugeki) - 50. Urla (叫び?, Sakebi) |                        |                   |                        |
| 12 | Trama Mentre Eren tenta di aggredire Reiner, Ymir spiega a Berthold che per tornare umana divorò il loro compagno Marcel. La squadra di soccorso si avvicina, costringendo Reiner a trasformarsi in gigante e fuggire portando con sé gli altri tre. Per salvare Historia dall'inferno che sta per scoppiare all'interno delle mura, Ymir si trasforma e la cattura, per portarla con loro; tuttavia, questo permette ai soldati di raggiungerli. Nel caos della battaglia, Eren si ritrova contro lo stesso gigante che ha ucciso sua madre. Il ragazzo attiva così il potere della "coordinata", che Reiner e Berthold vogliono recuperare, il quale gli permette di controllare gli altri giganti. In questo modo, Eren vendica sua madre e scaglia i giganti contro i due traditori, approfittandone per ritirarsi. Nonostante le pesanti perdite, Eren e i suoi amici fanno ritorno alle mura, mentre Ymir decide di fuggire con Reiner e Berthold, pur sapendo che ciò decreterà la sua morte per mano della loro fazione. |                        |                   |                        |
| 13 | 9 aprile 2014 | ISBN 978-4-06-395044-1 | 19 settembre 2014 | ISBN 978-88-912-6144-1 |
| 13 | Capitoli - 51. La squadra Rivaille (リヴァイ班?, Rivai-han) - 52. Christa Lens (クリスタ・レンズ?, Kurisuta Renzu) - 53. Segnale di fumo (狼煙?, Noroshi) - 54. Il luogo del contrattacco (反撃の場所?, Hangeki no basho) |                        |                   |                        |
| 13 | Trama Hansie condivide con i suoi compagni la teoria secondo cui i giganti apparsi questa volta fossero gli abitanti di Ragako, il villaggio di Connie, e che quindi tutti i giganti fossero umani in precedenza. Intanto, il reverendo Nick viene ucciso ed Hansie comprende che i responsabili siano membri del reparto centrale del Corpo di Gendarmeria. L'Armata Ricognitiva conduce Eren e Historia in un luogo appartato e svolge i preparativi per riconquistare il Wall Maria. Historia racconta agli altri il suo passato di esiliata in quanto figlia illegittima di Rod Reiss, a capo della famiglia che detiene il segreto delle mura. Intanto, Eren ha una visione della sorella di Historia, la quale era in grado di alterare i ricordi altrui. Il reparto centrale di Gendarmeria ordina a Reeves ed ai suoi uomini di rapire Eren ed Historia, ma Rivaille convince questi ultimi ad allearsi con l'Armata Ricognitiva contro la corona. Per impedire alla monarchia di condannare l'umanità con le sue azioni sconsiderate, Elvin propone a Pixis di effettuare un colpo di Stato.                                                |                        |                   |                        |
| 14 | 8 agosto 2014 | ISBN 978-4-06-395141-7 | 23 gennaio 2015   | ISBN 978-88-912-6273-8 |
| 14 | Capitoli - 55. Dolore (痛み?, Itami) - 56. Attori (役者?, Yakusha) - 57. Kenny lo squartatore (切り裂きケニー?, Kirisaki Kenī) - 58. Colpo d'arma (銃声?, Jūsei) |                        |                   |                        |
| 14 | Trama Hansie e Rivaille torturano il gendarme Sannes, scoprendo che il re Fritz è solo un fantoccio dei Reiss, la vera famiglia reale. Elvin decide di rovesciare la monarchia ed instaurare Historia come regina. Come pianificato da Rivaille, i Reeves consegnano Eren e Historia al reparto centrale ma vengono uccisi dal capitano della squadra anti-uomini Kenny Ackermann, vecchio mentore di Rivaille (anch'egli un Ackermann). Il reparto centrale di Gendarmeria incolpa l'Armata Ricognitiva di questi omicidi e i suoi membri vengono arrestati. La squadra Rivaille riesce a fuggire e contrattaccare, ma Jean esita ad uccidere i nemici e viene messo sotto tiro. Intanto, Kenny conduce i due ragazzi da Rod Reiss, il quale si scusa con Historia per quanto successo. |                        |                   |                        |
| 15 | 9 dicembre 2014 | ISBN 978-4-06-395253-7 | 30 aprile 2015    | ISBN 978-88-912-6377-3 |
| 15 | Capitoli - 59. L'anima di un mostro (外道の魂?, Gedō no tamashii) - 60. Fiducia (信頼?, Shinrai) - 61. Risposte (回答?, Kaitō) - 62. Peccato (罪?, Tsumi) |                        |                   |                        |
| 15 | Trama La squadra Rivaille riesce a fuggire dagli uomini di Kenny ma Elvin viene condannato a morte. Tuttavia, le false voci diffuse dai suoi sostenitori su una nuova breccia nel Wall Rose da parte dei giganti smascherano la riluttanza della monarchia a proteggere i propri sudditi, portando l'intero esercito a ribellarsi e Zacklay ad assumere il comando. Nel frattempo, Hansie e la squadra Rivaille si dirigono verso la tenuta dei Reiss per salvare Eren prima che Rod lo faccia divorare da un altro gigante al fine di impossessarsi del suo potere. Qui, Rod fa emergere alcuni ricordi di Grisha sepolti nella mente di Eren, rivelando che cinque anni prima fu suo padre a sterminare il resto della famiglia Reiss, per poi trasformare Eren in un gigante e farsi divorare da lui. |                        |                   |                        |
| 16 | 9 aprile 2015 | ISBN 978-4-06-395358-9 | 28 agosto 2015    | ISBN 978-88-912-6457-2 |
| 16 | Capitoli - 63. Catene (チェーン?, Chēn) - 64. Festa di benvenuto (歓迎会?, Kangeikai) - 65. Sogno e maledizione (夢と呪い?, Yume to noroi) - 66. Desiderio (願い?, Negai) |                        |                   |                        |
| 16 | Trama La famiglia Reiss si tramandava per ogni generazione la "coordinata" che è ora dentro Eren, e sognava un'umanità unita grazie al terrore dei giganti, motivo per cui il re costruì le mura ed alterò i ricordi del suo popolo. La notte della caduta del Wall Maria, Grisha, anch'egli dotato dei poteri dei giganti, affrontò e sconfisse Frieda, sorella di Historia. Mentre Hansie e la squadra Rivaille affrontano la squadra anti-uomini, Rod cerca di convincere sua figlia a diventare un gigante per divorare Eren. A sorpresa, Kenny rivela di aver aspettato quest'occasione per entrare in possesso della "coordinata", ma è costretto a rinunciare quando scopre che il suo vero potere può essere utilizzato solo dai Reiss. Nonostante la volontà di Eren di sacrificarsi per permettere ad Historia di liberare l'umanità dai giganti, la ragazza si rifiuta, in quanto verrebbe controllata dall'ideologia del primo re Reiss. Rod decide allora di trasformarsi lui stesso e diventa un gigante di dimensioni enormi. In una mossa disperata per salvare i suoi amici, Eren ingerisce il potere della corazza e si trasforma. |                        |                   |                        |
| 17 | 7 agosto 2015 | ISBN 978-4-06-395446-3 | 8 gennaio 2016    | ISBN 978-88-912-6679-8 |
| 17 | Capitoli - 67. Distretto di Orvud, esterno delle mura (オルブド区外壁?, Orubudo-ku gaiheki) - 68. Il re della muraglia (壁の王?, Kabe no ō) - 69. Amici (友人?, Yūjin) - 70. Il sogno che ho visto un giorno (いつか見た夢?, Itsuka mita yume) |                        |                   |                        |
| 17 | Trama Col suo nuovo potere, Eren protegge i suoi amici da Rod, che si dirige verso la capitale. L'Armata Ricognitiva lo intercetta al distretto di Orvud, dove Historia gli dà il colpo di grazia. Finalmente, Historia viene incoronata regina e decide di dedicare la sua vita a fornire aiuto agli orfani. Intanto Kenny, mortalmente ferito e dopo aver perso tutti i suoi uomini, ricorda il suo passato e, dopo aver confessato a Rivaille di essere suo zio, gli affida un siero da gigante sottratto a Rod. Nei due mesi successivi, Elvin e gli altri organizzano i preparativi per recuperare Wall Maria. Eren ricorda che Keith Shadis era con Grisha prima che questi lo trasformò in gigante e decide di fargli visita in cerca di risposte. Nel frattempo a Shiganshina, il gigante-bestia ordina a Reiner e Berthold di aspettare che i loro nemici arrivino, dopodiché appare nella sua forma umana. |                        |                   |                        |
| 18 | 9 dicembre 2015 | ISBN 978-4-06-395549-1 | 6 maggio 2016     | ISBN 978-88-912-6694-1 |
| 18 | Capitoli - 71. Spettatore (傍観者?, Bōkansha) - 72. La notte dell'operazione per la riconquista (奪還作戦の夜?, Dakkan sakusen no yoru) - 73. La città dove tutto iniziò (はじまりの街?, Hajimari no machi) - 74. Le condizioni per il successo dell'operazione (作戦成功条件?, Sakusen seikō jōken) |                        |                   |                        |
| 18 | Trama Eren e i suoi amici fanno visita a Shadis, il quale racconta loro ciò che sa su Grisha, il quale proveniva da fuori le mura. Dopodiché, l'Armata Ricognitiva parte per Shiganshina, dove Eren usa il suo nuovo potere per sigillare la breccia causata dal gigante colossale cinque anni prima. Tuttavia, avendo notato la presenza dei nemici, la missione viene sospesa prima di chiudere la seconda breccia. Rivaille si scaglia contro Reiner, il quale si trasforma. Al comando di molti giganti, appare anche il gigante-bestia, il quale impedisce la fuga ai soldati. Come atteso da Elvin, non resta che la resa dei conti tra le due fazioni. |                        |                   |                        |
| 19 | 8 aprile 2016 | ISBN 978-4-06-395636-8 | 2 settembre 2016  | ISBN 978-88-912-6698-9 |
| 19 | Capitoli - 75. Le due fasi della guerra (二つの戦局?, Futatsu no senkyoku) - 76. Lancia fulmine (雷槍?, Raisō) - 77. Il mondo che hanno visto (彼らが見た世界?, Karera ga mita sekai) - 78. Visita (光臨?, Kōrin) |                        |                   |                        |
| 19 | Trama Mentre Zeke, il gigante-bestia, osserva la situazione con un gigante quadrupede e intelligente, Eren e i suoi amici affrontano Reiner e lo sconfiggono usando una nuova arma, la "lancia fulmine", progettata appositamente per penetrare la sua corazza. Ricordando di quando fecero morire Marco per aver origliato una loro conversazione, Reiner richiama Berthold. Armin tenta di negoziare ma Berthold rifiuta e si trasforma in gigante colossale, coinvolgendo nell'esplosione la squadra di Hansie. |                        |                   |                        |
| 20 | 9 agosto 2016 | ISBN 978-4-06-395720-4 | 26 gennaio 2017   | ISBN 978-88-912-6763-4 |
| 20 | Capitoli - 79. Una partita perfetta (完全試合?, Kanzenshiai) - 80. Il soldato senza nome (名も無き兵士?, Na mo naki heishi) - 81. La promessa (約束?, Yakusoku) - 82. L'eroe (勇者?, Yūsha) |                        |                   |                        |
| 20 | Trama Per rompere l'accerchiamento nemico, Elvin lancia un attacco suicida con i rimanenti soldati allo scopo di distrarre il gigante-bestia e permettere a Rivaille di raggiungerlo. Ad eccezione di un soldato, l'Armata Ricognitiva viene sbaragliata ed Elvin ferito a morte ma Rivaille riesce a sconfiggere il nemico. Il gigante quadrupede salva Zeke appena in tempo e i due fuggono. Nel frattempo, Mikasa, Jean, Connie e Sasha sconfiggono Reiner con l'aiuto di Hansie, mentre Armin decide di sacrificarsi per distrarre Berthold abbastanza a lungo da permettere ad Eren di sconfiggerlo. Eren cattura l'avversario e constata il coraggio di Armin, il cui corpo è ormai tutto bruciato. |                        |                   |                        |

## Volumi 21-30
| 21 | 9 dicembre 2016 | ISBN 978-4-06-395815-7 | 5 maggio 2017     |
| 21 | Capitoli - 83. Misure drastiche (大鉈?, Ōnata) - 84. Notte bianca (白夜?, Byakuya) - 85. La cantina (地下室?, Chikashitsu) - 86. Quel giorno (あの日?, Ano hi) |                        |                   |
| 21 | Trama Zeke dice ad Eren che sono entrambi vittime di Grisha. Avendo eliminato tutti i suoi giganti, Rivaille lo insegue e Zeke fugge dopo aver salvato Reiner. Intanto, Flock, il soldato sopravvissuto, porta Elvin da Rivaille, che è dunque costretto a scegliere chi salvare con la singola dose del siero da gigante in loro possesso, essendo sia Armin che Elvin sull'orlo della morte. Dopo un duro confronto, Rivaille decide di lasciar finalmente riposare in pace Elvin e di salvare Armin, il quale divora così Berthold. Finalmente Eren e gli altri possono raggiungere la cantina della sua vecchia casa, dove rinvengono i diari di suo padre e la prova che l'umanità oltre le mura non è affatto scomparsa. Grisha spiega inoltre che tutti quelli all'interno delle mura sono di razza eldiana e discendono da Ymir Fritz, colei che ottenne il potere dei giganti e in seguito alla cui morte si divisero i nove giganti. Poiché gli eldiani sono in grado di trasformarsi in giganti e per aver in passato dominato il mondo, essi sono oppressi dalla nazione di Marley. Grisha nacque a Liberio, uno dei ghetti eldiani all'interno di Marley, e sposò Dina Fritz, discendente della famiglia reale di Eldia. Per vendicare la sorellina che fu crudelmente uccisa, Grisha si unì al movimento per la restaurazione di Eldia, guidata da un certo "Gufo" infiltrato nelle file di Marley. Quando Marley reclutò degli eldiani che divenissero guerrieri (ottenendo il potere dei giganti) per poter attaccare l'isola di Paradis in cui il re Fritz si era trasferito ed aveva eretto le mura, Grisha e Dina decisero di utilizzare per questo scopo il loro figlio: Zeke. Tuttavia, il bambino li tradì e tutti i membri del movimento furono condannati a vagare come giganti puri sull'isola di Paradis. |                        |                   |
| 22 | 7 aprile 2017 | ISBN 9784063959093     | 14 settembre 2017 |
| 22 | Capitoli - 87. Linea di confine (境界線?, Kyōkaisen) - 88. Il gigante d'attacco (進撃の巨人?, Shingeki no kyojin) - 89. Assemblea (会議?, Kaigi) - 90. Verso l'altro lato delle mura (壁の向こう側へ?, Kabe no mukōgawa e) |                        |                   |
| 22 | Trama Condotti sull'isola di Paradis, tutti i rivoluzionari vengono trasformati in giganti, ad eccezione di Grisha, che viene salvato da Eren Kruger, "il Gufo". Prima di farsi divorare da Grisha per dargli i suoi poteri, Kruger gli spiega che chi ottiene il potere dei giganti potrà vivere solo per altri 13 anni e che ognuno dei nove giganti ha un nome. Grisha eredita così il gigante d'attacco e raggiunge le mura. Dai ricordi di suo padre, Eren scopre che il gigante che uccise sua madre era in realtà Dina e ipotizza di aver potuto attivare la coordinata entrando in contatto con un gigante di sangue regale. Per la sicurezza di Historia, Eren decide però di non condividere questa teoria con alcuno. Nel frattempo, Historia riceve una lettera da Ymir, scritta prima di morire, in cui le racconta la sua vita e la mette in guardia sull'impersonare ruoli richiestile da altri. Alla cerimonia per il recupero di Wall Maria, tramite Historia Eren ha una visione dell'incontro tra Grisha e Frieda e ne resta sconvolto. Un anno dopo, l'Armata Ricognitiva raggiunge l'oceano ed Eren chiede ai suoi amici se, uccidendo tutti i nemici che sono al di là del mare, diventeranno finalmente liberi. |                        |                   |
| 23 | 9 agosto 2017 | ISBN 9784065101001     | 18 gennaio 2018   |
| 23 | Capitoli - 91. Dall'altra parte del mare (海の向こう側?, Umi no mukōgawa) - 92. I guerrieri di Marley (マーレの戦士?, Māre no senshi) - 93. Il treno di mezzanotte (闇夜の列車?, Yamiyo no ressha) - 94. Il giovane dentro le mura (壁の中の少年?, Kabe no naka no shōnen) |                        |                   |
| 23 | Trama Quattro anni dopo la battaglia di Shiganshina, l'esercito di Marley sta combattendo una guerra contro le forze alleate medio-orientali. Sotto il comando di Theo Maghat, la squadra di guerrieri composta da Zeke, Reiner, Pieck (il gigante quadrupede) e Porko Galliard (fratello di Marcel e nuovo possessore del gigante mascella di Ymir) riesce ad ottenere la vittoria. Nonostante la fine della guerra, è ormai evidente agli occhi del mondo che la supremazia militare garantita dal potere dei giganti è ormai superata. Zeke suggerisce quindi ai vertici dell'esercito di recuperare il gigante fondatore detenuto da Eren, per permettere a Marley di mantenere la sua egemonia. Tuttavia, tutte le navi inviate sull'isola di Paradis negli ultimi quattro anni sono scomparse. Nel frattempo, tra i giovani guerrieri è in corso una disputa su chi erediterà il potere dei giganti, con Gabi Braun e Falco Grice in prima linea. Reiner ricorda intanto la sua infanzia, quando ha affrontato un duro allenamento per diventare un guerriero per il bene della sua famiglia, sperando che il suo servizio per Marley lo rendesse un giorno un eroe. |                        |                   |
| 24 | 8 dicembre 2017 | ISBN 978-4-06-510548-1 | 21 giugno 2018    |
| 24 | Capitoli - 95. Bugiardo (嘘つき?, Usotsuki) - 96. La porta della speranza (希望の扉?, Kibō no tobira) - 97. Da una mano all'altra (手から手へ?, Te kara te e) - 98. Buon per te (よかったな?, Yokatta na) |                        |                   |
| 24 | Trama Gabi nota quanto Reiner sia turbato e lo rassicura sul fatto che, ereditando anche i suoi ricordi oltre al suo gigante, potrà comprendere meglio come si sente. Reiner ripensa a quando venne scelto per la missione sull'isola assieme a Berthold, Annie e Marcel e di come quest'ultimo morì per salvarlo da Ymir. Berthold ed Annie volevano interrompere la missione ma Reiner li convinse a proseguire, per non tornare indietro a mani vuote. Dopo essersi infiltrati all'interno delle mura, i tre si misero sulle tracce del vero re. Ora, Marley si prepara alla nuova operazione per recuperare il gigante fondatore e Maghat incontra colui che controlla Marley da dietro le quinte, Willy Tyber, a capo della famiglia eldiana in possesso del gigante martello da guerra. In quanto furono i primi a ribellarsi al re Fritz nella guerra fra Marley ed Eldia, i Tyber vantano un vasto prestigio internazionale e per questo motivo Willy richiama a Liberio ambasciatori e giornalisti da vari Paesi per dichiarare l'imminente invasione dell'isola di Paradis. Poco prima dell'inizio dell'evento, Falco guida Reiner da un soldato con cui ha stretto amicizia, che si rivela essere Eren. |                        |                   |
| 25 | 9 aprile 2018 | ISBN 978-4-06511-201-4 | 18 ottobre 2018   |
| 25 | Capitoli - 99. L'ombra della colpa (疾しき影?, Yamashiki kage) - 100. Dichiarazione di guerra (宣戦布告?, Sensen fukoku) - 101. Il gigante martello da guerra (戦鎚の巨人?, Sentsui no kyojin) - 102. Troppo tardi (後の祭り?, Ato no matsuri) |                        |                   |
| 25 | Trama Mentre un misterioso soldato di Marley segrega Pieck e Porko, Eren spiega a Reiner e Falco cosa è venuto a fare sul continente. Affranto dai sensi di colpa, Reiner implora perdono e supplica Eren di ucciderlo. Contemporaneamente, Willy rivela che fu il re Karl Fritz a porre fine alla Grande Guerra dei Giganti cento anni prima, decidendo di trasferirsi sull'isola di Paradis in cui attendere che Marley si vendicasse per i genocidi subiti dall'Impero di Eldia. Ora che il gigante fondatore è però nelle mani di Eren, Willy chiede l'aiuto del mondo intero per fermarlo, in quanto, se venissero rilasciati tutti i giganti colossali che sono dentro le mura, il resto del mondo verrebbe spazzato via. Di fronte a questa dichiarazione di guerra, Eren si trasforma ed uccide Willy, per poi devastare l'intero luogo della conferenza ed uccidere le migliaia di persone presenti. Tuttavia, la sorella di Willy si trasforma nel gigante martello da guerra e combatte contro Eren, che scopre il suo punto debole grazie all'intervento di Mikasa. Il resto dell'Armata Ricognitiva prende parte ai combattimenti, cogliendo di sorpresa i soldati nemici. Con l'uccisione dei vertici militari, Maghat prende il comando dell'esercito di Marley ed ordina a tutte le truppe di circondare il ghetto di Liberio per impedire la fuga degli invasori. Trasformatisi in giganti, giungono sul posto anche Zeke, Porko e Pieck, e l'Armata Ricognitiva si prepara ad affrontarli. |                        |                   |
| 26 | 9 agosto 2018 | ISBN 978-4-06397-049-4 | 21 febbraio 2019  |
| 26 | Capitoli - 103. Assalto (強襲?, Kyōshū) - 104. Vincitori (勝者?, Shōsha) - 105. Il proiettile assassino (凶弾?, Kyōdan) - 106. Soldati volontari (義勇兵?, Giyūhei) |                        |                   |
| 26 | Trama Armin utilizza il suo gigante colossale per distruggere il porto nemico, mentre l'Armata Ricognitiva riesce a sconfiggere Zeke, Pieck e Porko. Eren ne approfitta quindi per inghiottire la sorella di Willy ed ottenere il suo potere. Prima che anche Porko venga divorato, Reiner si risveglia e lo porta in salvo. Così, l'Armata Ricognitiva si ritira, mentre Gabi e Falco salgono sul dirigibile nemico, dove Gabi spara a Sasha, che muore poco dopo. Con loro sorpresa, Gabi e Falco scoprono che Zeke è sopravvissuto e che si trova anch'egli a bordo, e che è il vero ideatore di questa invasione. A Liberio intanto, Pieck riprende conoscenza e comunica a Maghat che il soldato che li aveva confinati è Yelena, una sostenitrice di Zeke appartenente alle truppe inviate sull'isola di Paradis in questi anni. Su ordine di Zeke, Yelena ed il gruppo di soldati ostile a Marley riferirono agli abitanti di Paradis di voler fornire loro nuove tecnologie per il bene di tutti gli eldiani. Nonostante il parere contrario degli altri, Eren accettò le proposte di suo fratello e si infiltrò nell'esercito di Marley per condurre il loro piano. In questo modo, l'isola di Paradis ha a disposizione anche un gigante di sangue regale, con cui Eren potrà attivare il potere del gigante fondatore. Per le sue azioni, Eren viene arrestato ma è comunque deciso a combattere. |                        |                   |
| 27 | 7 dicembre 2018 | ISBN 978-4-06513-479-5 | 20 giugno 2019    |
| 27 | Capitoli - 107. Visitatore (来客?, Raikyaku) - 108. Ragionamento giusto (正論?, Seiron) - 109. Guide (導く者?, Michibiku Mono) - 110. Impostore (偽り者?, Tsuwari Mono) |                        |                   |
| 27 | Trama Due anni prima, Zeke incontrò segretamente Kiyomi Azumabito, figura di spicco del Paese di Hizuru, alla quale comunicò il proprio sangue regale ed il suo piano per salvare Eldia, dicendole di aver dovuto tradire i propri genitori in quanto sarebbero stati comunque scoperti. Kiyomi si presentò allora sull'isola di Paradis, assicurando il supporto di Hizuru (di cui Mikasa è l'erede al trono) e riferendo l'intenzione di Zeke di voler tramandare il gigante bestia ad Historia e ai suoi discendenti. Per guadagnare tempo ed impedire all'esercito di costringerla a divorare subito Zeke, Historia restò incinta. Intanto, Zeke viene confinato nella foresta degli alberi giganti da Rivaille e diversi soldati, a cui spiega di poter trasformare gli eldiani in giganti per mezzo del proprio liquido cerebrospinale. Anche Yelena e gli altri soldati volontari vengono preventivamente arrestati. I vertici dell'esercito si insospettiscono ulteriormente quando scoprono che Eren, Yelena e Flock si erano incontrati in segreto poco prima della partenza di Eren e decidono di rimpiazzare quest'ultimo facendolo divorare da qualcuno più affidabile. Pertanto, i sostenitori di Eren, guidati da Flock, eliminano Zacklay con un attentato e aumentano il proprio consenso mettendo l'opinione pubblica contro l'esercito. Nel frattempo, Gabi e Falco fuggono e trovano riparo presso la famiglia di Sasha, dove Kaya (la bambina che Sasha aveva salvato) decide di farli incontrare con un prigioniero di Marley. Evaso di prigione, Eren si unisce ai suoi sostenitori e si mette alla ricerca di Zeke, mentre Armin, Mikasa ed Hansie decidono di discutere con lui prima che sia troppo tardi. Intanto, a Marley, i guerrieri apprendono del tradimento di Zeke e Reiner convince Maghat a lanciare un attacco a sorpresa contro Paradis, dopodiché Pieck si infiltra nell'isola. |                        |                   |
| 28 | 9 aprile 2019 | ISBN 978-4-06-514869-3 | 24 ottobre 2019   |
| 28 | Capitoli - 111. I bambini della foresta (森の子ら?, Mori no kora) - 112. Ignoranza (無知?, Muchi) - 113. Violenza indiscriminata (暴悪?, Bōaku) - 114. L'unica salvezza (唯一の救い?, Yuiitsu no sukui) |                        |                   |
| 28 | Trama Pixis prende il comando dell'esercito e proclama la resa verso gli "Yeageristi", per scongiurare una guerra civile. Intanto, la famiglia Blouse va a pranzo da Niccolò, il prigioniero marleyano che si era affezionato a Sasha. Quando scopre che Gabi è la responsabile della sua morte, Niccolò tenta di ucciderla e, per proteggerla, Falco ingerisce accidentalmente un vino contenente il liquido spinale di Zeke. Niccolò confessa allora ad Hansie che Yelena gli aveva ordinato di servire quel vino agli ufficiali dell'esercito. Giunto sul posto, Flock rivela di essere già a conoscenza di questo piano e costringe Hansie a condurlo dove si trova Zeke. Eren malmena intanto Armin e ferisce Mikasa, per poi fare arrestare tutti i suoi vecchi amici dagli Yeageristi e dirigersi con loro a Shiganshina. Nel mentre, Rivaille rifiuta di sacrificare Eren, dopo tutte le vite che sono state perse per salvarlo in questi anni, e decide di rimpiazzare semmai il gigante-bestia. In quel momento, Zeke fugge e trasforma tutti i soldati di Rivaille in giganti, ai quali dà l'ordine di ucciderlo. Tuttavia, Rivaille non esita ad eliminare i suoi stessi sottoposti, per poi affrontare e sconfiggere anche Zeke, a cui impianta una lancia fulmine nel corpo per tenerlo prigioniero. Zeke ripensa allora al suo passato col precedente possessore del gigante-bestia, Tom Xaver, e rivela che il suo vero piano per salvare il mondo consiste nell'utilizzare il potere del gigante fondatore per far sì che gli eldiani non possano più procreare. Ormai sconfitto, Zeke fa detonare la lancia fulmine e Rivaille viene sbalzato via dall'esplosione. |                        |                   |
| 29 | 9 agosto 2019 | ISBN 978-4-06-516224-8 | 30 gennaio 2020   |
| 29 | Capitoli - 115. Supporto (支え?, Sasae) - 116. Creato ( 天地?, Tenchi) - 117. Giudizio (断罪?, Danzai) - 118. Attacco a tradimento (騙し討ち?, Damashi uchi) |                        |                   |
| 29 | Trama In punto di morte, Zeke si ritrova lungo la Via spirituale che unisce tutti gli eldiani, dove una ragazzina gli rigenera il corpo, permettendogli di risvegliarsi. Zeke si trova di fronte Flock e i suoi uomini, mentre Hansie fugge portando con sé Rivaille, gravemente ferito. Eren cerca intanto di far uscire allo scoperto i guerrieri che si sono infiltrati nelle mura, ma Pieck lo anticipa e lo attira in trappola, dove Porko tenta di catturarlo. Contemporaneamente arrivano a Shiganshina diverse truppe di Marley, ed Eren è in difficoltà nell'affrontare contemporaneamente Reiner e Porko, mentre Maghat e Pieck lo attaccano a distanza. Dopo aver appreso del piano di eutanasia di Zeke, gli amici di Eren vengono scarcerati per unirsi alla battaglia, speranzosi che Eren stia solo assecondando Zeke per poter usare la "coordinata" e salvare Eldia. Mentre Zeke accorre a dare man forte ad Eren, Falco si ricongiunge con suo fratello Colt e con Gabi, alla quale si dichiara, sapendo di poter diventare un gigante da un momento all'altro se Zeke attiverà il suo grido. Colt decide allora di raggiungere Zeke con Gabi e Falco, per farlo desistere dall'utilizzare il suo potere. Tuttavia, Maghat e Pieck riescono a cogliere il gigante-bestia di sorpresa e quasi ad ucciderlo, per cui si apprestano a dargli il colpo di grazia prima che possa gridare. |                        |                   |
| 30 | 9 dicembre 2019 | ISBN 978-4-06-517543-9 | 21 maggio 2020    |
| 30 | Capitoli - 119. Fratelli maggiori e fratelli minori (兄と弟?, Ani to otōto) - 120. Istante (刹那?, Setsuna) - 121. I ricordi del futuro (未来の記憶?, Mirai no kioku) - 122. Da te di duemila anni fa (二千年前の君から?, Ni sen-nen mae no kimi kara) |                        |                   |
| 30 | Trama Colt prega Zeke di dare almeno il tempo a Falco di fuggire, ma egli rifiuta e per salvare Eren lancia il grido. Falco, Pixis e tutti quei soldati che erano stati contaminati vengono dunque trasformati in giganti, causando la morte di Colt. Porko attinge ai ricordi di Marcel e decide di sacrificarsi facendosi divorare da Falco, il quale riacquista così la forma umana. Quando Eren e Zeke stanno per entrare in contatto, Gabi riesce a decapitare Eren ma la sua testa viene presa da Zeke, permettendo ai due di accedere alla "Via". Qui, Eren svela di aver solo finto di seguire il sogno di Zeke, per poter controllare la coordinata. Tuttavia, Zeke gli dimostra che grazie al suo sangue regale è lui a controllare quella dimensione. Zeke decide di aprire gli occhi al proprio fratello, mostrandogli la vita di Grisha, ma è sorpreso di constatare che Eren non è stato indottrinato dal padre, il quale amava davvero i suoi figli. Rivivendo la scena in cui Grisha affronta Frieda, Eren rivela di aver già visto quei ricordi durante l'incoronazione di Historia e di aver agito così in questi anni perché sapeva cosa sarebbe successo. Il "gigante d'attacco" è infatti in grado di vedere i ricordi dei suoi futuri portatori e di poter trascendere il tempo. In questo modo, Eren manipola il Grisha del passato facendogli sterminare i Reiss. Grisha si accorge della presenza di Zeke del futuro e lo abbraccia scusandosi con lui e chiedendogli di impedire le terribili azioni che Eren sta per compiere. Nella Via, Eren si libera e raggiunge Ymir, assistendo ai suoi ricordi: ella era una schiava del re Fritz che ottenne il potere dei giganti continuando però a restare priva di una propria volontà. Dimostrandole compassione, Eren smuove Ymir e in questo modo ottiene il potere della coordinata. A Paradis, le mura quindi si sgretolano ed i giganti colossali al loro interno vengono liberati. Reiner cerca di mettere al riparo Gabi, la quale assiste ad una trasformazione anomala di Eren. |                        |                   |

## Volumi 31-34
| 31 | 9 aprile 2020 | ISBN 978-4-06-518689-3 | 27 agosto 2020   |
| 31 | Capitoli - 123. I demoni dell'isola (島の悪魔?, Shima no akuma) - 124. Disgelo (氷解?, Hyōkai) - 125. Tramonto (夕焼け?, Yūyake) - 126. Orgoglio (矜持?, Kyōji) |                        |                  |
| 31 | Trama Ripensando al loro primo arrivo a Marley, Mikasa si domanda se avrebbe potuto far cambiare idea ad Eren dicendogli cosa lui rappresenti per lei. Tramite la Via, Eren comunica a tutti gli eldiani di aver dissolto le mura e che i giganti al loro interno devasteranno l'intero mondo al di fuori dell'isola di Paradis. Gli eldiani di Liberio cadono nel panico ma i soldati di Marley non credono loro, per cui il padre di Annie scatena un'insurrezione nel ghetto. Intanto, con una nuova forma mastodontica, Eren conduce i giganti colossali fuori dall'isola, mentre Pixis e gli altri giganti puri trasformati da Zeke vengono eliminati dai soldati di Shiganshina prima di poter nuocere ai civili. Per poter far tornare umana la propria madre, Connie rapisce Falco con l'intento di darglielo in pasto; tuttavia, l'intervento di Armin lo fa desistere. Nel frattempo, Flock fa arrestare Yelena e gli altri volontari, svelando di esser sempre stato a conoscenza del piano di Eren di sfruttare Zeke e che ora l'isola è sotto il controllo degli Yeageristi. Dopo aver medicato Rivaille, Hansie propone a Maghat e Pieck di unire le forze, con l'obiettivo comune di fermare Eren ed uccidere Zeke. Intanto Annie, il cui cristallo è stato anch'esso dissolto, si imbatte nei suoi vecchi compagni. Così, dopo aver catturato Yelena, i guerrieri di Marley e l'Armata Ricognitiva si alleano per andare a salvare il mondo. |                        |                  |
| 32 | 9 settembre 2020 | ISBN 978-4-06-520322-4 | 25 febbraio 2021 |
| 32 | Capitoli - 127. La notte della fine (終末の夜?, Shūmatsu no yoru) - 128. Traditore (裏切り者?, Uragirimono) - 129. Retrospezione (懐古?, Kaiko) - 130. L'alba dell'umanità (人類の夜明け?, Jinrui no yoake) |                        |                  |
| 32 | Trama Le due fazioni sono riluttanti a collaborare, essendo sempre state acerrime nemiche: l'Armata Ricognitiva vuole dialogare con Eren, mentre Annie è certa che sia inutile e che dovranno ucciderlo. Quando Reiner confessa di essere responsabile della morte di Marco, Jean si scaglia contro di lui ed i guerrieri lo supplicano di collaborare per salvare il loro Paese natale. Il gruppo raggiunge dunque il porto per recuperare l'aereo degli Azumabito ma ad attenderli trovano gli Yeageristi e Flock che tiene in ostaggio Kiyomi. Armin e Connie cercano di persuaderli ma vengono accusati di tradimento. Reiner, Annie, Pieck e Falco, trasformatisi in giganti, eliminano gran parte dei nemici, mentre l'Armata Ricognitiva dà loro supporto e porta in salvo gli Azumabito. Il gruppo riesce a fuggire in nave, mentre Flock viene colpito e precipita in mare. Maghat decide di sacrificarsi per permettere agli altri di fuggire e, dopo esser stato salvato da Keith Shadis, i due si immolano facendo saltare in aria la nave degli inseguitori. Una volta appreso che non faranno in tempo ad impedire che Liberio venga rasa al suolo, Annie sceglie di abbandonare il gruppo, avendo perso il suo obiettivo di ricongiungersi col proprio padre. Eren ripensa intanto a quando condivise le proprie intenzioni con Flock e Historia e a quando Zeke gli disse che Mikasa è legata a lui per un affetto sincero. Avendo solo altri quattro anni da vivere, Eren si risolse di garantire almeno una lunga vita per i suoi amici. Così, ricordando la morte della propria madre, Eren comincia la distruzione di Marley col suo esercito di giganti, al fine di uccidere tutti i suoi nemici. |                        |                  |
| 33 | 8 gennaio 2021 | ISBN 978-4-06-522029-0 | 24 giugno 2021   |
| 33 | Capitoli - 131. Il boato (地鳴らし?, Jinarashi) - 132. Le ali della libertà (自由の翼?, Jiyū no tsubasa) - 133. Peccatori (罪人達?, Tsumibitotachi) - 134. Nella più profonda disperazione (絶望の淵にて?, Zetsubō no fuchi nite) |                        |                  |
| 33 | Trama Nel periodo vissuto sul continente, Eren rifletté sullo sterminio che avrebbe compiuto nel futuro e, affranto, confessò di essere rimasto deluso dal mondo esterno. Il gruppo di Paradis si appresta a decollare per porre fine alla distruzione ma viene attaccato da Floch, che viene definitivamente ucciso da Mikasa. Per consentire al resto del gruppo di partire, Hansie si sacrifica e affronta i giganti colossali, dopo aver nominato Armin nuovo comandante dell'Armata Ricognitiva. In volo, Armin ribadisce l'intenzione di dialogare con Eren, tuttavia quest'ultimo li richiama lungo la Via e comunica loro che l'unico modo per fermare la marcia è ucciderlo. Falco, rimasto sulla nave con Gabi e Annie, le informa che il suo gigante è in grado di volare e che così potranno raggiungere il resto del gruppo. Intanto, Eren attacca la base aerea nemica, dove sono giunti anche i genitori dei guerrieri di Marley, ma viene intercettato da Armin e gli altri, i quali, dopo aver immobilizzato Zeke, si apprestano ad affrontare Eren. |                        |                  |
| 34 | 9 giugno 2021 | ISBN 978-4-06-523417-4 | 28 ottobre 2021  |
| 34 | Capitoli - 135. La battaglia tra cielo e terra (天と地の戦い?, Ten to chi no tatakai) - 136. Offrite il vostro cuore (心臓を捧げよ?, Shinzō wo sasageyo) - 137. Giganti (巨人?, Kyojin) - 138. Un lungo sogno (長い夢?, Nagai yume) - Finale. L'albero su quella collina (あの丘の木に向かって?, Ano oka no ki ni mukatte) |                        |                  |
| 34 | Trama L'alleanza atterra sulla gabbia toracica di Eren e rende inabile il Gigante Bestia, rendendosi conto che è solo un guscio con Zeke introvabile. Prima che Armin abbia la possibilità di trasformarsi, viene catturato e inghiottito vivo da un gigante. All'improvviso, sulla schiena di Eren appaiono innumerevoli versioni dei Nove Giganti del passato, create da Ymir Fritz per difenderlo. Proprio quando l'alleanza è quasi sconfitta, Annie e Gabi appaiono sul retro del nuovo Gigante Mascella volante di Falco. Nel frattempo, Armin si risveglia nei Sentieri e incontra Zeke, con cui ha una discussione sul significato della vita. I due richiamano alcuni giganti mutaforma del passato (Grisha, Berthold, Porko, Marcel, Ymir, Kruger e Tom Xaver) per aiutare l'alleanza. Zeke si materializza quindi sul Gigante di Eren e permette a Levi di ucciderlo, fermando così la marcia dei Colossali. Dopo che Armin viene tratto in salvo, usa il potere del suo Gigante Colossale per distruggere il Gigante Fondatore di Eren. Tuttavia l'organismo simile a un millepiedi, la fonte di tutto il potere dei giganti, sopravvive all'esplosione e, attraverso un'emissione di gas, trasforma i vicini Eldiani in giganti, tra cui Jean, Connie e Gabi. Eren emerge un'altra volta con un nuovo corpo da gigante per confrontarsi con Armin. Mentre Reiner, Annie e Pieck ingaggiano i giganti e la fonte per impedirgli di riconnettersi con Eren, Mikasa ha una visione, in cui si ritrova in una realtà alternativa, dove lei ed Eren, dopo essersi dichiarati l'un l'altra, hanno deciso di fuggire per vivere insieme. In questa realtà, Eren prega Mikasa di dimenticarlo dopo la sua morte. Levi, saltando dalla schiena di Falco, usa una lancia tuono per distruggere la bocca del gigante di Eren esponendo la sua forma umana all'interno. Mikasa quindi decapita Eren e gli dà un bacio d'addio. Con la morte di Eren, il potere dei giganti, insieme alla fonte, scompaiono dal mondo, trasformando definitivamente tutti gli Eldiani in umani. Dopo la sua morte, i membri dell'alleanza rivivono vecchi ricordi che Eren aveva cancellato (Armin ricorda di quando incontrò Eren nei Sentieri e di come quest'ultimo gli avesse rivelato il suo piano: divenire il nemico del mondo intero e farsi uccidere dai propri compagni, in modo che questi fossero proclamati come eroi). Dopo aver pianto il loro amico, Armin decide di prendersi il merito dell'uccisione di Eren, mentre Mikasa parte per far riposare le spoglie dell'amato. Tre anni dopo, con l'ottanta per cento dell'umanità decimata, gli Yeageristi rafforzano l'esercito di Paradis per prepararsi a un potenziale attacco futuro dal resto del mondo, mentre i membri dell'alleanza diventano ambasciatori mondiali per i negoziati di pace con Paradis. Mikasa seppellisce la testa di Eren sotto un albero sotto il quale si riposava spesso da bambino e continua a visitare la sua tomba per il resto della sua vita. Molte generazioni dopo, una Paradis modernizzata viene distrutta in una guerra, con l'albero di Eren che sopravvive alla distruzione e alla fine cresce per assomigliare all'albero che originariamente conteneva la fonte dei poteri dei giganti. |                        |                  |

## Speciale
| 35 | 30 aprile 2024 |
| 35 | Capitoli (traduzioni letterali dei titoli) - Speciale. Cattivo ragazzo (悪童?, Akudō) - Storyboard del capitolo finale (versione ridisegnata per l'anime) |